# Eleanor Aldridge
Eleanor (Ellie) Aldridge, née le 29 décembre 1996 à Poole, est une kitesurfeuse anglaise professionnelle. Elle est notamment la première championne olympique en 2024.

## Biographie
En 2021, elle bat la française Lauriane Nolot pour la deuxième place aux Championnats du monde de Formule Kite à Torregrande en Sardaigne, compétition remportée par l'Américaine Daniela Moroz.
En 2022, elle remporte la médaille d'argent aux KiteFoil World Series Traunsee en Autriche, battue par la surfeuse polonaise Julia Damasiewicz.
Aldridge participe aux Championnats du monde en août 2023 à La Haye : si Lauriane Nolot remporte l'épreuve, Aldridge obtient la médaille d'argent. Elle remporte les Championnats d'Europe de Formule Kite 2023 à Portsmouth en battant la Néerlandaise Annelous Lammerts et la Française Poema Newland.

En mars 2024, les championnats d'Europe de Formula Kite ont eu lieu en Espagne et Aldridge y termine à la cinquième place juste devant sa compatriote  Lily Young qui pouvait prétendre à une sélection olympique mais en mai, aux Championnats du monde de voile de Formule Kite, elle est arrivée deuxième derrière la Française Lauriane Nolot. Aldridge est annoncé comme membre de l'équipe britannique Formula Kite et elle remporte l'or dans l'épreuve féminine de kitesurf.